# Larry Parks
Larry Parks właściwie Samuel Lawrence Klausman Parks (ur. 13 grudnia 1914, zm. 13 kwietnia 1975) — amerykański aktor filmowy i telewizyjny.

## Filmografia
seriale
- 1952: The Ford Television Theatre jako Dr. Lancaster
- 1959: Nietykalni jako George Blackie Dallas
- 1961: Doktor Kildare

film
- 1941: Harvard, Here I Come! jako Eddie Spellman
- 1942: Submarine Raider jako Sparksie
- 1942: Moja najmilsza jako Tony (niewymieniony w czołówce)
- 1943: Przede wszystkim odwaga jako Kapitan Langdon
- 1946: The Jolson Story jako Al Jolson
- 1962: Doktor Freud jako Dr. Joseph Breuer

## Nagrody i nominacje
Za rolę Al Jolson w filmie The Jolson Story został nominowany do Oscara.